# Paul Lizandier
Paul Childéric Xavier Lizandier (ur. 2 grudnia 1884 w Nancray-sur-Rimarde, zm. w grudniu 1937) – francuski lekkoatleta (długodystansowiec), medalista olimpijski z 1908.
Na igrzyskach olimpijskich w 1908 w Londynie zdobył brązowy medal w biegu na 3 mile drużynowo. Konkurencja ta była rozgrywana według następujących reguł: w każdym z biegów brało udział po pięciu reprezentantów każdego z krajów. Pierwsi trzej zawodnicy z każdej reprezentacji byli zawodnikami punktowanymi, na zasadzie pierwsze miejsce = jeden punkt. Drużyna z najmniejszą liczbą punktów wygrywała. W drużynie Francji wystąpili również Louis Bonniot de Fleurac i Joseph Dréher, a także Jean Bouin i Alexandre Fayollat, którzy nie wystartowali w biegu finałowym. Paul Lizandier startował na tych igrzyskach również w biegu na 5 mil indywidualnie, ale odpadł w eliminacjach.
Był mistrzem Francji w biegu na 5000 metrów i biegu na 4000 metrów z przeszkodami w 1909, wicemistrzem w biegu na 4000 metrów z przeszkodami w 1908 i 1911 oraz w biegu na 5000 metrów w 1908, a także brązowym medalistą w biegu przełajowym w 1912.
W 1913 osiedlił się w Rumunii w następstwie dezercji z armii francuskiej. Został za to skazany na karę śmierci, która uchylono w 1937.